# Никола Алексић
Никола Алексић (Стари Бечеј, 1808 — Арад, 1. јануар 1873) био је српски сликар.

## Биографија
Потиче из занатлијске породице у Старом Бечеју. Син је Ане и Јована Алексића бечејског кројача. Родитеље је рано изгубио па га је ишколовао старији брат Алекса, учитељ у Ђурђеву. Брат га је, уочивши његов таленат за сликарство, одвео у Нови Сад. Сликање је почео да учи у атељеу Арсена Теодоровића у Новом Саду (до 1826).
Када је умро мајстор Арса, он се још две године мучио са ситним поруџбинама. Решен да живи од сликања, одлази 1828. године у Беч, и студира на Академији до 1830. године. Почиње у класи антике, а наставља историјско сликарство. Путује у Италију, где остаје три године упознајући уметност назарена, живећи од израде портрета. Копирао је старе мајсторе по галеријама и сликао портрете аустријских официра српског порекла. После Италије 1834. године борави у Новом Саду, а затим у Сремским Карловцима, где копира портрет митрополита Стефана Стратимировића.
Након три године бављења у Кнежевини Србији, где је радио портрете, мамио га је завичај. Године 1837. настањује се у Кикинди где отвара радионицу, да би 1840. године прешао у Темишвар, па у Арад где остаје до краја живота. У Темишвару се оженио са Маријом Станкић из Вероне. Николини наследници, син Душан и унуци Стеван и Иван такође су били познати сликари и иконописци.

## Радови
Био је плодан сликар. Радио је углавном иконе, зидне слике и портрете. Насликао је:
1837. зидне слике и неколико икона у Молу
1838. иконостас румунске цркве у Фибишу (Fibiş) у Румунији
1839. иконостас и зидне слике у Банатском Аранђелову
1841. иконостас румунске цркве у Кувину (Cuvin) у Румунији, премазан 1864.
1844. иконостас и зидне слике румунске цркве у Симбетерију (Simbăteru) u Румунији
1845. иконостас у Српском Семартону (Sânmartinu Sârbesc) Румунија
1845—1846. зидне слике у српској цркви у Араду
1846. иконостас у Српском Светом Петру
1847. иконостас у Елемиру
1848. зидне слике у Новом Кнежевцу
1854. иконостас и зидне слике у Куманима
1855. иконостасу у Новом Милошеву
1857. зидне слике у Мокрину
1858. иконостас у Радојеву
1859. зидне слике у цркви у Меленцима
1861. иконостас у Малом Бечкереку (Becicherecu Mic) (Румунија)
1862. иконостас у Варјашу (Variaş) (Румунија)
1863. иконостас у румунској цркви у Араду
1865—1866. иконостас у српској цркви у Араду
1867. иконостас и цркви у Микалаки (Micălaca) (Арад)
1868—1869. иконостас у српској цркви у Госпођинцима и
1870—1871. иконостас и зидне слике у Остојићеву
Радио је и за цркве у Каполнашу (Румунија), Сабатхази (Румунија), Великом Св. Николи. Са старошћу долази код њега до "опадања" у квалитету, услед прекомерног рада и замора. Ипак, поједини радови су му и у старости необично успели, попут Богородице или Усековања из арадске цркве.
Портрети су му необично верни, и умео је увек да изрази карактеристичну црту лица неке особе. Оставио је неколико узорних портрета међу којима су Портрет синова (Матица српска), Јелисавета Нинковић, Човек у плавом, Девојчица са ружом (Народни музеј у Београду), Мала Кенгелчева, Портрет жене у плавом (Галерија Матице српске) и др.
Типичан је представник бидермајера. У црквеном сликарству је под утицајем назарена, са искреним осећањем за монументалност. У портретима је осећајан колориста и вешт цртач карактера.
Имао је више ученика, као што су Новак Радонић, Аксентије Мародић и Љубомир Александровић.

## Галерија
- Никола Алексић: Портрет мајора Јована Виловског (око 1850)
- Никола Алексић: Портрет Јелене Виловски (око 1850)
- Никола Алексић: Дама у белом (1851)
- Никола Алексић: Портрет
- Никола Алексић: Портрет Димитрија Бибић (1865)
- Никола Алексић: Лазар Арсенијевић око 1855. (Народни музеј у Београду)
- Портрет грађанке из 19. века
- Портрет официра, средина 19. века
- Портрет Валовског
- Григорије Радак, Галерија Матице српске
- Милан Савић